# Pełzacz ogrodowy
Pełzacz ogrodowy (Certhia brachydactyla) – gatunek małego, zasadniczo osiadłego ptaka z rodziny pełzaczy (Certhiidae). Nie jest zagrożony.

## Systematyka
Wyróżniono kilka podgatunków C. brachydactyla:
- Certhia brachydactyla megarhynchos – zachodnia Europa.
- Certhia brachydactyla brachydactyla – południowa, środkowa i południowo-wschodnia Europa, Turcja.
- Certhia brachydactyla mauritanica – północno-zachodnia Afryka.
- Certhia brachydactyla dorotheae – południowa Grecja, Kreta i Cypr.
- Certhia brachydactyla rossocaucasica – północno-zachodni Kaukaz.

Proponowane podgatunki C. b. stresemanni (północna Turcja) i C. b. harterti (północno-zachodnia Turcja) włączono do podgatunku nominatywnego.

## Występowanie
Zamieszkuje zachodnią, południową i środkową Europę (bez Wysp Brytyjskich i Skandynawii), a także obrzeża Afryki Północnej i Azji Mniejszej oraz Cypr i Kaukaz. W porównaniu do pełzacza leśnego zamieszkuje tereny o cieplejszym klimacie, położone na zachodzie i południu Europy, jednak na dość dużym obszarze w centrum kontynentu zasięgi występowania obu gatunków pokrywają się. Jego areały są wyspowe, a na obecne tereny występowania przedostał się w dość nieodległych czasach. Nie dotarł jednak do Wielkiej Brytanii, gdzie spotkać można pełzacza leśnego zamieszkującego tam różne typy lasów. Północne populacje pełzacza leśnego są bardziej ruchliwe i czasem opuszczają swe tereny, a ich przeloty mają charakter inwazyjny. Pełzacze ogrodowe nie zalatują tak daleko na północ, a więc na większości areału występowania są osiadłe.
Jest to bardzo bliski krewny, tzw. bliźniaczy gatunek, pełzacza leśnego. Specjacja tych gatunków rozpoczęła się, podobnie jak u wielu ptaków, z nastaniem okresu lodowcowego. Niektórzy badacze uważają, że pełzacz ogrodowy pochodzi od przodków, którzy żyli w liściastych gajach rosnących w basenie Morza Śródziemnego. Pełzacz leśny ma wywodzić się od form chroniących się przed zimnem w lasach iglastych Azji Środkowej. Współczesne gatunki zasiedlają zwykle inne biotopy.
W Polsce pospolity, średnio liczny ptak lęgowy (lokalnie nieliczny), występuje w całym kraju poza górami i północnym wschodem; najliczniejszy jest na zachodzie. Jest ptakiem zimującym. Według szacunków Monitoringu Pospolitych Ptaków Lęgowych, w latach 2013–2018 populacja pełzacza ogrodowego w Polsce liczyła 79–113 tysięcy par lęgowych, czyli jest on ptakiem znacznie rzadszym niż pełzacz leśny.

## Charakterystyka

### Cechy gatunku

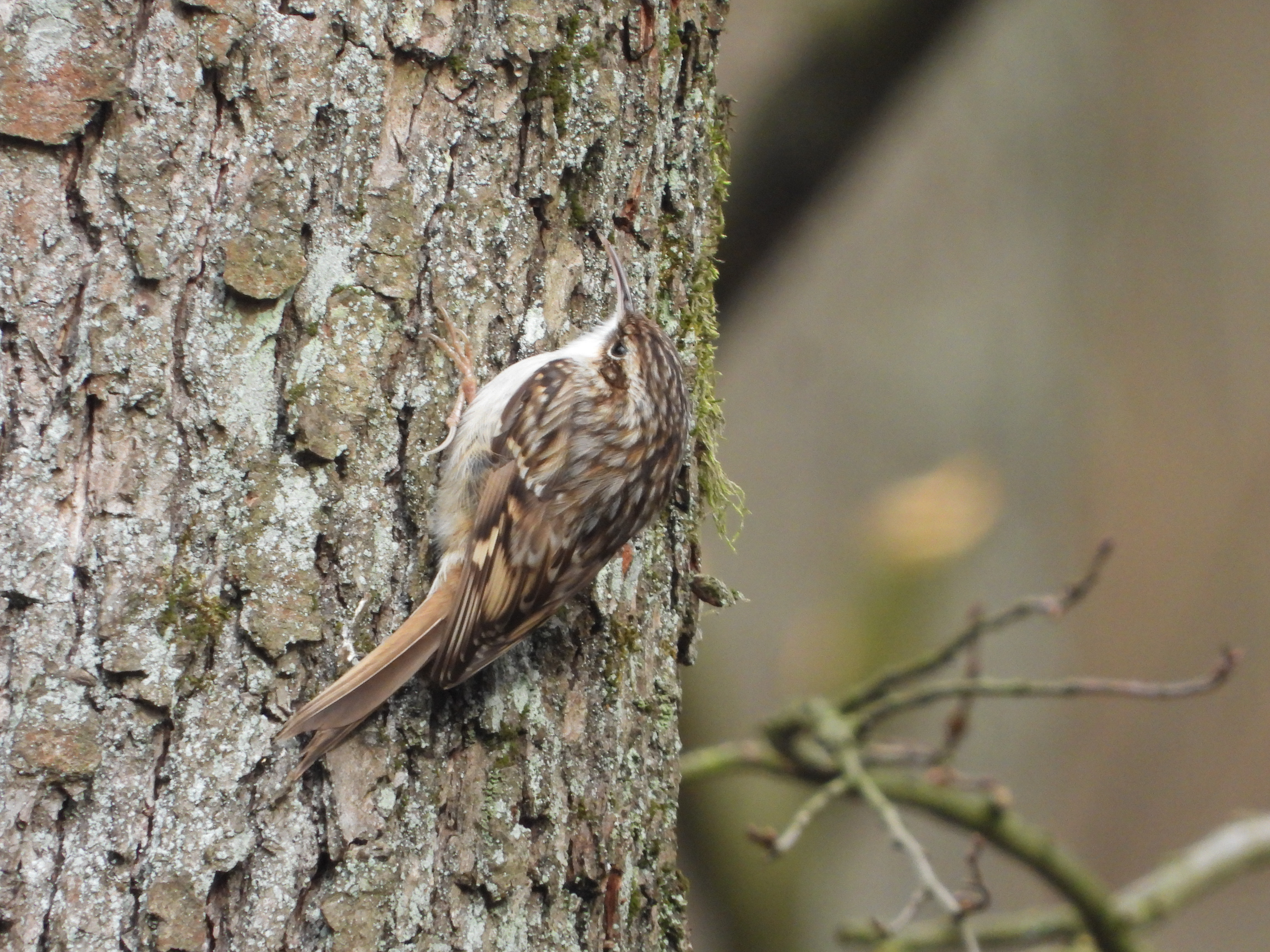
Grzbiet pełzacza

Ptak o krępej budowie, z dość długim zaokrąglonym dziobem i zaostrzonym ogonem. Obie płci ubarwione jednakowo i podobnej wielkości. Upierzenie z wierzchu brązowe, nakrapiane jaśniejszymi, brunatnymi, białawymi i rudawymi plamkami, od spodu białe, uzupełnione brązowawą barwą po bokach sięgającą skrzydeł, ale sam kuper beżowobrązowy. Upierzenie naśladuje rysunkiem korę drzewa. Skrzydła paskowane beżowo, czarno i biało. U nasady spodniej strony skrzydeł mają ciemną plamę i biały prążek na całym brzegu skrzydełka. Ogon szarobrązowy, z długimi i sztywnymi sterówkami, którymi ptak podpiera się, chodząc po pniach drzew. Dziób długi, brązowy i lekko zakrzywiony w dół. Nad okiem brudnobiała pręga, która nie dochodzi do podstawy dzioba. Ma szarobrązowe tęczówki oczu i nogi. Gdy trzyma się pełzacza ogrodowego w ręku, po krótkiej obserwacji można skontrolować długość pazura tylnego palca. Jest wiele krótszy niż u p. leśnego – ma ok. 7–9 mm, a u tego drugiego ptaka dł. 8–11,5 mm. Sprawne chodzenie po gałęziach drzew i pniach wyróżnia go obok dzięciołów i kowalików wśród ptaków. Jest mniejszy od wróbla.
Bardzo podobny do pełzacza leśnego, od którego różni się kilkoma trudnymi do zaobserwowania cechami upierzenia: barwą kupra (u p. leśnego jest on biały), długością pręgi nad okiem, dzioba i tylnego pazura (u p. leśnego pręga jest czysto biała i dłuższa – dochodzi do podstawy dzioba, dziób nieco krótszy, a tylny pazur dłuższy niż u p. ogrodowego). Spód ciała jest nieco bardziej brudnobiały. Gdy określa się gatunek, bierze się pod uwagę typ środowiska, w którym występuje. Wiedza ta staje się przydatna zwłaszcza w okresie lęgowym. Główną cechą rozpoznawczą jest jednak śpiew lub wabienie, bo w terenie subtelne zmiany są trudne do uchwycenia.
Niektórzy obserwatorzy mylą go z kowalikiem, który ma jednak większe gabaryty i prosty, krótki dziób. Tylko kowalik złazi z pnia głową w dół. Pełzacze nie mogą tak się poruszać ze względu na brak wykorzystania w takim ruchu swojego ogona, który jest ważnym punktem oparcia.

### Głos
Najpewniejszą cechą rozpoznawczą jest głos: u pełzacza ogrodowego śpiew składa się ze wznoszącej sekwencji krótkich i gwiżdżących strof, wysokich dźwięków tju tju tjuteitit w skaczącym rytmie, wabi przenikliwym tii tii. Można go usłyszeć już w trakcie słonecznych dni pod koniec zimy. Gdy jest zaniepokojony wydaje przenikliwe i daleko słyszalne okrzyki tui.

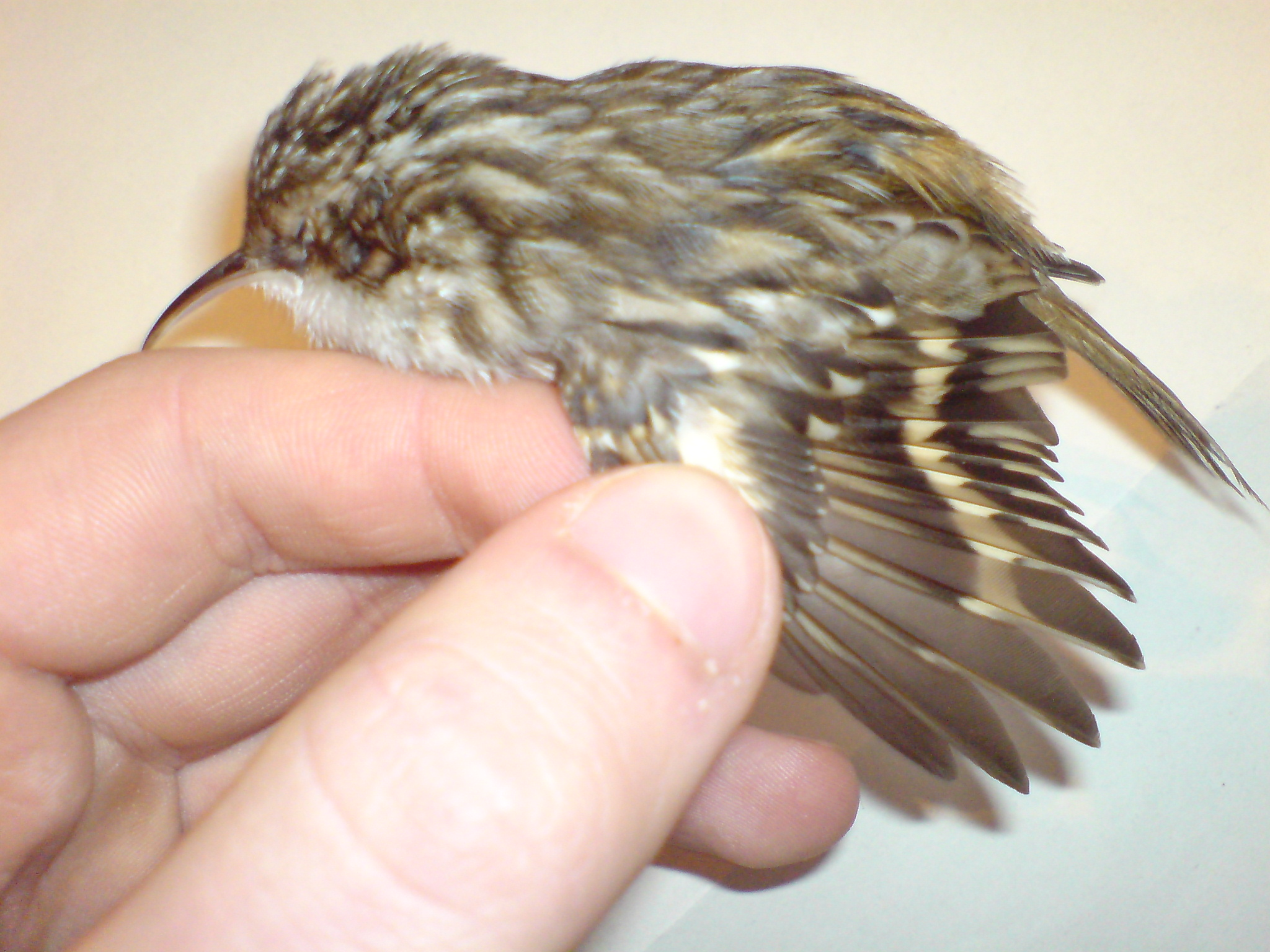
Pełzacza ogrodowego odróżnia się od pełzacza leśnego po nieco innym rysunku na skrzydłach (brak zygzakowatego wycięcia na lotkach I rzędu)

Piosenka pełzacza ogrodowego w porównaniu z leśnym jest głośniejsza i krótsza.

### Wymiary średnie
długość ciała12 cm
rozpiętość skrzydeł19 cm

### Masa ciała
ok. 10 g

## Biotop

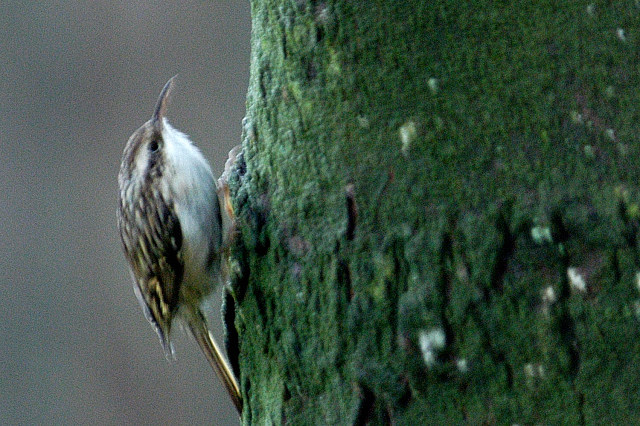
Pełzacz ogrodowy jest bardziej związany z Europą Zachodnią i Południową

Obrzeża wysokich, świetlistych lub rzadkich lasów liściastych lub mieszanych, zwłaszcza z dużą ilością dębów, zadrzewienia śródpolne, często też stare parki miejskie (jako jedyny z pełzaczy), zagajniki, aleje typu parkowego na niższych położeniach, szpalery starych drzew, ogrody, cmentarze, sady. Widuje się go zatem w miastach i na wsiach. W środkowej Polsce w dolinach rzecznych, np. nad Wisłą. Pełzacze leśne zamieszkują natomiast wyższe wysokości nad poziomem morza aż po górskie świerczyny, w tym wtórne.

Zarówno pełzacz leśny, jak i ogrodowy, wykazuje przywiązanie do terenów lęgowych. Zimą przyłącza się do koczujących stad sikor i raniuszków, ale nie oddala się z nimi zbyt daleko. Razem szukają w szczelinach kory uśpionych owadów.

## Okres lęgowy

### Gniazdo
Na drzewie (często robinii), w pionowych szparach i załomach pękniętej kory, jak i w opuszczonych budowlach, wyścielone drobnymi luźno ułożonymi gałązkami, kawałkami kory i źdźbłami traw z dodatkiem delikatnych materiałów: pierza oraz sierści, spojone łykiem. Zwykle nie jest wysoko osadzone, a konstrukcja jest dość mocna. Korzysta także ze skrzynek lęgowych. Tworzone pary są monogamiczne.

### Jaja

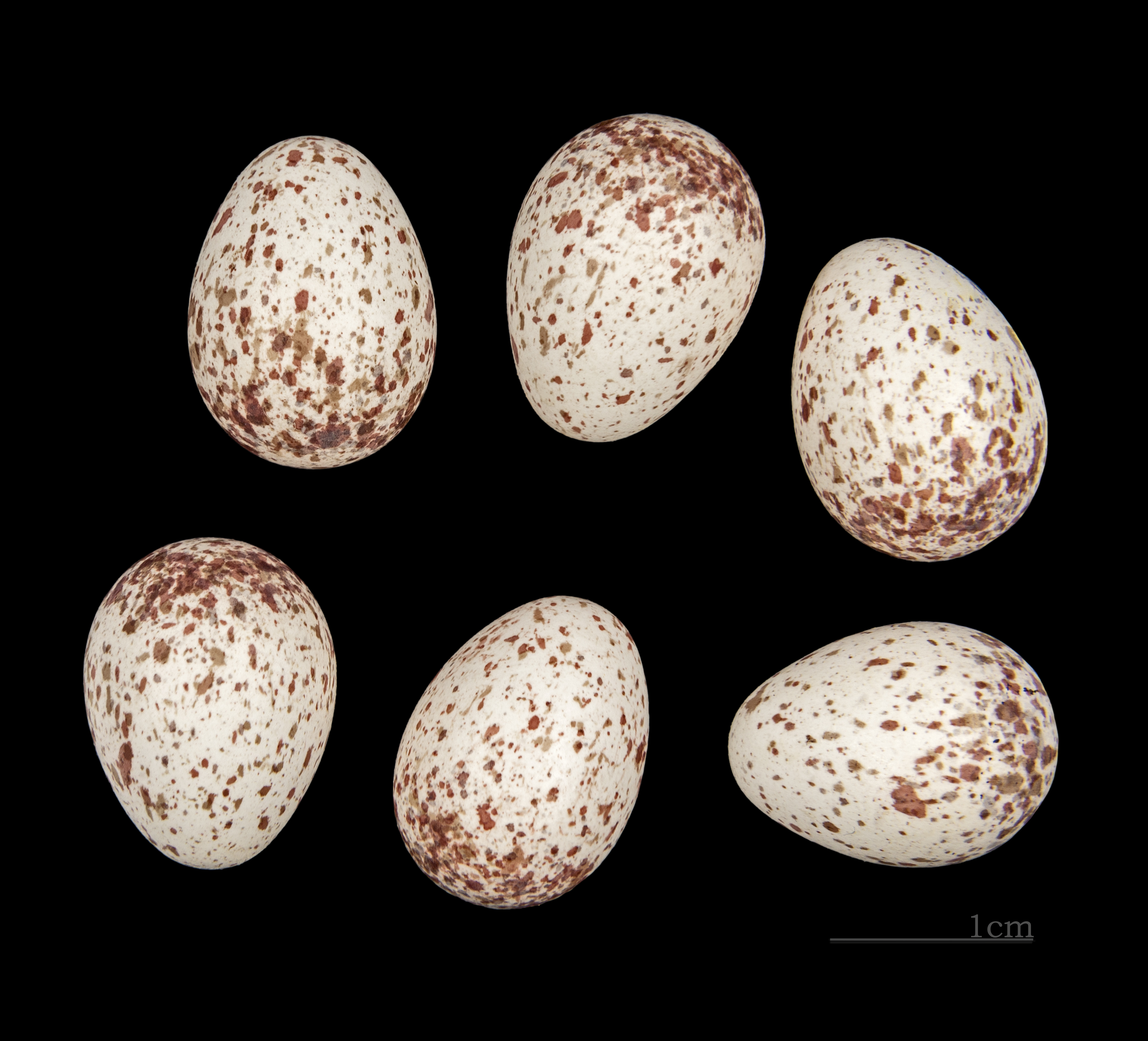
Jaja z kolekcji muzealnej

1–2 lęgi w kwietniu–maju (drugi lęg może przypaść od maja do lipca). Składa 6–12 jaj o wymiarach 16×12 mm, brudnobiałych z rdzawymi cętkami, intensywniejszymi niż u pełzacza leśnego.

### Wysiadywanie i pisklęta
Jaja wysiadywane są przez okres 13 do 17 dni wyłącznie przez samicę. W tym czasie samiec przynosi jej pożywienie. Młode, rzekome gniazdowniki, opuszczają gniazdo po ok. 16–18 dniach. W puchu są okryte jasnoszarym puchem. Karmią je oboje rodzice.

## Pożywienie

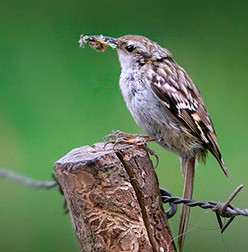
W diecie pełzacza ogrodowego dominuje pokarm zwierzęcy

Owady i ich larwy, poczwarki, pająki i drobne nasiona zimą. 
Charakterystyczny sposób zbierania pokarmu: zaczynając od podstawy pnia, ruchem okrężnym wspina się po drzewie, wyszukując w korze owady i pająki, a następnie przelatuje na podstawę pnia kolejnego drzewa. Podobny ruch do dzięciolego zawdzięcza trzem punktom oparcia – chwyta się kory za pomocą pazurków obu łap, a ogon sztywno przylega do pnia drzewa. Przez to, że łapy są w znacznej części ukryte w upierzeniu, wygląda jakby pełzał (stąd nazwa gatunku). Bezkręgowce wydobywa swym długim, zakrzywionym i cienkim dziobem ze szczelin w korze.

## Status i ochrona
IUCN uznaje pełzacza ogrodowego za gatunek najmniejszej troski (LC, Least Concern) nieprzerwanie od 1988 roku. Liczebność światowej populacji, wstępnie obliczona w oparciu o szacunki organizacji BirdLife International dla Europy z 2015 roku, zawiera się w przedziale 10–20 milionów dorosłych osobników. Globalny trend liczebności populacji uznawany jest za wzrostowy.
Na terenie Polski pełzacz ogrodowy jest objęty ścisłą ochroną gatunkową. Na Czerwonej liście ptaków Polski został sklasyfikowany jako gatunek najmniejszej troski (LC).